# 神戸市立下山手小学校
神戸市立下山手小学校（こうべしりつ しもやまてしょうがっこう）は、兵庫県神戸市中央区下山手通にあった公立小学校。

## 概要
1994年（平成6年）3月閉校になり、神戸市立山手小学校と合併して神戸市立山の手小学校となった。跡地は2002年に開設した社会福祉法人神戸中央福祉会 山手さくら苑になっている。

## 著名な出身者
- 井上雪子 (女優)